# Abe Yuki
Abe Yuki (sinh ngày 6 tháng 9 năm 1981) là một cầu thủ bóng đá người Nhật Bản.

## Đội tuyển bóng đá quốc gia Nhật Bản
Abe Yuki thi đấu cho đội tuyển bóng đá quốc gia Nhật Bản từ năm 2005 đến 2011.

## Thống kê sự nghiệp
| Đội tuyển bóng đá Nhật Bản | Đội tuyển bóng đá Nhật Bản | Đội tuyển bóng đá Nhật Bản |
| Năm                        | Trận                       | Bàn                        |
| -------------------------- | -------------------------- | -------------------------- |
| 2005                       | 5                          | 0                          |
| 2006                       | 8                          | 1                          |
| 2007                       | 11                         | 1                          |
| 2008                       | 9                          | 0                          |
| 2009                       | 8                          | 1                          |
| 2010                       | 9                          | 0                          |
| 2011                       | 3                          | 0                          |
| Tổng cộng                  | 53                         | 3                          |

### Bàn thắng quốc tế
| #  | Ngày                | Địa điểm                                        | Đối thủ     | Bàn thắng | Kết quả | Giải đấu                 |
| -- | ------------------- | ----------------------------------------------- | ----------- | --------- | ------- | ------------------------ |
| 1. | 16 tháng 8 năm 2006 | Sân vận động Niigata, Niigata, Nhật Bản         | Yemen       | 1–0       | 2–0     | Vòng loại Asian Cup 2007 |
| 2. | 25 tháng 7 năm 2007 | Sân vận động Quốc gia Mỹ Đình, Hà Nội, Việt Nam | Ả Rập Xê Út | 2–2       | 2–3     | Asian Cup 2007           |
| 3. | 27 tháng 5 năm 2009 | Sân vận động Nagai, Ōsaka, Nhật Bản             | Chile       | 3–0       | 4–0     | Kirin Cup 2009           |